# 妖怪公館的新房客
《妖怪公館的新房客》由臺灣作家藍旗左衽所著奇幻輕小說。繪者方面，1~10集由謖所繪製，11~13集改由zgyk負責。2014年10月29日由三日月書版出版發行，為藍旗左衽離開鮮歡文化後的第一部作品。本作總銷量突破50萬冊，作者並因此榮登博客來、金石堂年度暢銷作家。

## 故事簡介
剛升上高中的高中一年級人類新生封平瀾，本來已經進入宿舍準備展開美好的校園生活，卻因為某些流程出錯，陷入了沒有宿舍的窘境。此時宿舍管理員介紹了一間房屋，封平瀾就這樣誤打誤撞地闖入傳說中的「鬼屋」，更不小心解開了以奎薩爾為首的妖魔們的封印，從此和六隻妖魔展開了混亂的校園及同居生活。

## 主要人物
封平瀾
種族：人類
身份：曦舫國際學園高一新生
年齡：16歲
身高：174cm
生日：6月3日（雙子座）
血型：B型
特晉生，入學考試滿分的榜首。封靖嵐弟弟。
極度樂觀，少根筋，經常搞不清楚狀況。非常熱愛肢體接觸。十分珍惜契妖們，也很為同伴著想。
仰慕奎薩爾，因為奎薩爾在他心中和他哥哥封靖嵐的映象重疊（一樣帥氣又強大）。
四歲前的記憶被雪勘皇子奪走。
被封靖嵐冷落。
奎薩爾·柯亞特
種族：妖魔（羽翼蛇）
偽裝身份：校醫
人界食物：人血、櫻桃
年齡：590歲
身高：185cm
生日：1月17日（魔羯座）
血型：A型
公館內六妖之首。
長相英俊但萬年臭臉，對自己在妖界的主子雪勘非常忠心。在封平瀾身上看到與自己主子相似之處而不知不覺對封平瀾產生微妙的好感，然後又因此感到生氣懊惱。
起初不喜歡封平瀾，以為封平瀾是個在幸福環境下成長的人，幫助他們只是對可憐人的施捨，但了解越多反而發現根本不是這樣，在封平瀾中逆齡咒時重新思考到底是什麼讓封平瀾不再叛逆，不再哭鬧，不再抓取想要的東西。
百嘹
種族：妖魔（魔蜂）
偽裝身份：學生
人界食物：糖
年齡：720歲
身高：185cm
生日：12月3日（射手座）
血型：AB型
長相俊美，心機深沉，總是帶著玩世不恭的笑容，言行舉止十分輕浮，讓人難以分辨真假，也因此極受女性歡迎。
擅長觀察他人。封平瀾說十二年前封印眾妖的滅魔使就是他哥哥，被質問一開始就知道嗎時，封平瀾臉上的絕望只有百嘹和奎薩爾發現，百嘹想過「人可以把開心演得很逼真，但沒有人可以把絕望演得這麼逼真」但他沒有講，因為如果他們信任封平瀾的話，不用講大家都不會懷疑。
特別在意冬犽。
墨里斯
種族：妖魔（黑豹）
偽裝身份：學生
人界食物：麵粉，全麥類
年齡：570歲
身高：187cm
生日：8月14日（獅子座）
血型：O型
火爆衝動，豪邁不羈，並不笨但會被百嘹耍，公館中有不小鍛煉肌肉的器材。
很怕水，私下很喜歡貓。
希茉
種族：妖魔（妖鳥）
偽裝身份：學生
人界食物：酒
年齡：430歲
身高：163cm
生日：3月20日（雙魚座）
血型：A型
個性內向畏縮，不擅長和異性接觸，但私底下喜歡重口味的少女漫畫和言情小說。
在妖界時本來是進獻給三皇子鴆慈的妖鳥，負責唱歌給鴆慈聽，因此擅長察言觀色，唱出符合鴆慈當下心情的歌，但是因為猜得越準鴆慈越不高興，之後便只唱輕快的歌，不久後被轉送給雪勘，成為雪勘的將士。
冬犽
種族：妖魔（雪貂）
偽裝身份：學生
人界食物：冰淇淋
年齡：610歲
身高：182cm
生日：6月25日（巨蟹座）
血型：O型
溫柔的居家好男人，熱愛打掃做家事，但不擅長料理（冬犽的料理是殺人等級）。
有嚴重潔癖，看到骯髒的地方時會忍不住開始打掃，並使出超高效率的清潔。
對家電和清潔用品愛不釋手。
璁瓏
種族：妖魔（龍）
偽裝身份：學生
人界食物：牛奶
年齡：450歲
身高：174cm
生日：4月4日（白羊座）
血型：A型
神經質小心眼愛記恨的傲嬌一枚。記性很好，腦內有人界和妖界的各種知識。喜歡交通工具，但不管坐什麼都會暈，而且吐不完。
喜歡玩水族箱的遊戲。

## 影校人物
魏（忌部）海棠
種族：人類
身分：曦舫國際學園1年級生
年齡：16歲
身高：172cm
生日：3月31日（牡羊座）
血型：B型
高傲的魏家小少爺，個性火爆易怒，因為玖蛸事件而被退宿，被封平瀾邀請來到洋樓開始同居生活。
因為解開曇華的封印而被送到魏家。
不喜歡提到自己姓『魏』這件事，因此都只說名字不提姓，常被堂哥刁難。
狩野千春是他的遠方表親，在第五、六集中曦舫舉辦學園祭，故事中狩野千春總是想要吸引海棠的注意，故事中的角色都說狩野千春喜歡他。
曇華
種族：妖魔（花妖）
年齡：600歲
身高：170cm
食物：柚子
生日：10月6日（天秤座）
血型：A型
本來服侍二皇子，二皇子戰死後被召來人間的強大妖魔，因為那時魏家沒有人可以駕馭的了曇華所以便將曇華封印起來，封印被海棠解開，從此服侍海棠。
蘇麗綰
種族：人類
身分：曦舫國際學園1年級生
個性溫柔靦碘，但有著些許叛逆。
能力平庸但因為是嫡長女所以繼承了終絃，並與他立契。
終絃
種族：妖魔
食物：山藥泥
蘇麗綰的契妖。起初不怎麼喜歡蘇麗綰，但蘇麗綰交到這一幫朋友時變得不在這麼依靠他，不再黏著他時覺得有點不自在。後期認同了蘇麗綰。
柳浥晨
種族：人類
身分：曦舫國際學園1年級生
故事初期規矩內斂，但受到封平瀾的話語激勵，個性外放變得豪邁又毒舌。
是學園理事長丹尼爾的外姪女，梵納特家族的後裔，但不想被誤認是靠關係才在學園立足，所以一直沒提起。
葉珥德
種族：妖魔
偽裝身分：老師
柳浥晨的契妖。對柳浥晨要求嚴苛，希望柳浥晨成為像她母親一樣優雅的淑女，因此時常拿柳浥晨與其母進行比較。
伊格爾
種族：人類
身分：曦舫國際學園1年級生
年齡：17歲
身高：175cm
生日：8月7日（獅子座）
血型：O型
個性忠厚老實，木訥寡言，重義氣，和契妖伊凡一同入校，因為長相相似而被一般人誤認為雙胞胎兄弟，因為想保護人讓自己變強，所以要求伊凡當自己的弟弟。
伊凡
種族：妖魔
偽裝身分：學生
年齡：420歲
身高：169cm
食物：芝麻（純）
生日：6月1日（雙子座）
血型：AB型
個性狡猾任性，有些孩子氣，因為把他召來人間的宗長說可以由伊凡自己選擇要和家族的誰立契，所以選擇當時還只是胎兒的伊格爾立契，先由伊格爾的母親立契，到伊格爾6歲會講話時才把契約立完整。
索法
種族：妖魔
偽裝身分：管理員
皇族，百嘹在幽界時的同伴，前任廢皇子，幽界剛開戰立馬交出兵權，只要不打擾自己誰要兵權就給，被幽界的人民戲稱為廢皇子索法，綠獅子的聖女珂爾克是他跟好幾年前他在人界相愛的女子所誕生的後代，他最後跟著自己的血脈一起消逝在人間。
丹尼爾
種族：人類
身分：曦舫國際學園理事長
曾被協會稱為「刑偵部之劍」的召喚師，柳浥晨的舅舅，接到神諭閃電辭職刑偵部的工作，來到曦舫接任理事長的職位，後被誤會跟綠獅子有勾結，被協會逮捕入獄，隨之柳浥晨跟葉珥德也遭受協會的監聽。

## 小說出版
| 集數 | 標題                  | 出版日期       | ISBN          | 封面人物                                 |
| ---- | --------------------- | -------------- | ------------- | ---------------------------------------- |
| 1    | 學園Monsters          | 2014年10月29日 | 9789863610847 | 封平瀾 奎薩爾 百嘹                       |
| 2    | 影校opening!          | 2014年12月24日 | 9789863610991 | 封平瀾 冬犽 璁瓏                         |
| 3    | 放課後Magic!          | 2015年2月25日  | 9789863611134 | 封平瀾 希茉 墨里斯                       |
| 4    | 打工game start        | 2015年5月13日  | 9789863611639 | 封平瀾 曇華 海棠                         |
| 5    | 學園祭Troubles!       | 2015年7月29日  | 9789863611851 | 封平瀾 奎薩爾                            |
| 6    | 學園祭Mission Clear   | 2015年11月25日 | 9789863612247 | 封平瀾 伊凡 伊格爾                       |
| 7    | 來襲!Horror lover!    | 2016年4月13日  | 9789863612865 | 封平瀾 殷肅霜 瑟諾                       |
| 8    | 夜宴fighting!         | 2016年8月17日  | 9789863613237 | 封平瀾 清原謙行                          |
| 9    | 幽界Return to hell    | 2017年2月15日  | 9789863612599 | 封平瀾 奎薩爾                            |
| 10   | 光與闇Devils          | 2017年6月14日  | 9789863614203 | 封平瀾 封靖嵐                            |
| 11   | Upside down不祥的黑夜 | 2018年2月7日   | 9789863614951 | 封平瀾 奎薩爾 封靖嵐                     |
| 12   | 抉擇True or false?    | 2018年8月22日  | 9789863615743 | 封平瀾 奎薩爾                            |
| 13   | Farewell,伙伴們       | 2019年1月23日  | 9789863616269 | 封平瀾 奎薩爾 百嘹 冬犽 墨里斯 璁瓏 希茉 |

## 作品活動紀錄

#### 2015年
- 10月受金石堂書店邀請，推出金石堂16周年慶主題宅配箱[5]

#### 2016年
- 與萌姬女僕咖啡館合作聯名活動，打造妖怪公館咖啡館，推出期間限定餐點、贈品和周邊。[6]

#### 2017年
- 和台灣碩網代理的手機遊戲《問答RPG 魔法使與黑貓維茲》跨界合作，推出繁中版專屬副本活動及限定轉蛋精靈，活動期間限定為2017年8月8日至9月3日，並在《妖怪公館的新房客》的番外限定特裝版禮盒中獨家附贈《問答RPG 魔法使與黑貓維茲》限量水晶虛寶和Q版限定強化素材。為了慶祝合作活動，遊戲官方攜手《妖怪公館的新房客》於2017漫畫博覽會現場展開一系列獨家活動及合作企劃。[7]

#### 2018年

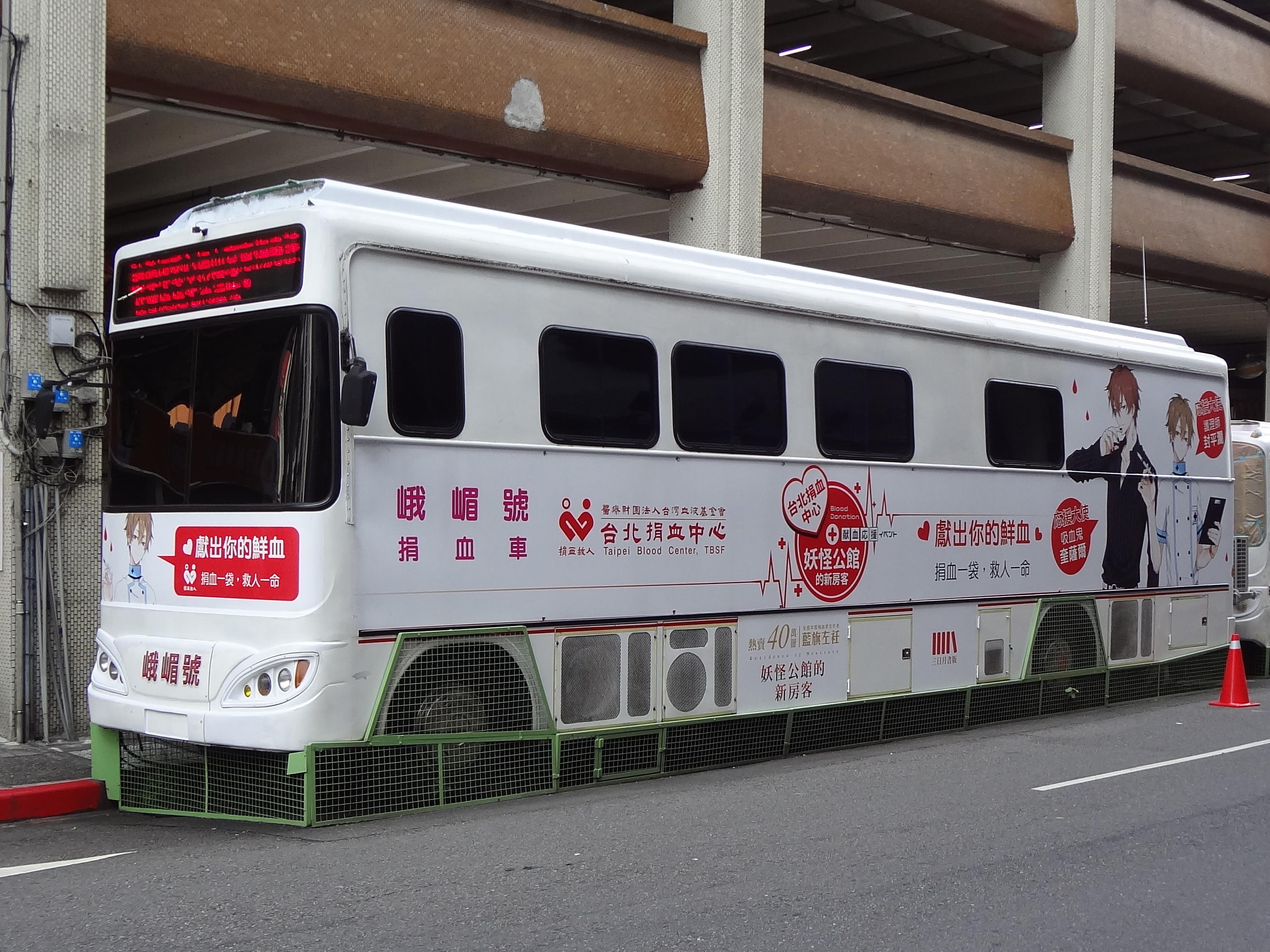
臺灣血液基金會峨嵋號捐血車，左側車身彩繪《妖怪公館的新房客》捐血宣導廣告

- 8月與台灣血液基金會合作推出動漫捐血車，並擔任第一屆動漫宣導大使(範圍包含台北市、新北市、基隆市、宜蘭縣各級學校)。[8]
- 推出國內首部輕小說原創廣播劇《妖怪公館的新房客》，腳本由藍旗左衽親自執筆，製作陣容全由本土團隊打造。在公布廣播劇消息後，三日月書版同步公開徵選新創角色的配音員。[9]
- 再次和《問答RPG 魔法使與黑貓維茲》跨界合作，推出繁中版專屬限定關卡。活動期間限定為2018年8月16日至8月31日，並在《妖怪公館的新房客》12集的典藏特裝版禮盒中獨家附贈《問答RPG 魔法使與黑貓維茲》虛寶卡。[10]
- 11月受邀至馬來西亞舉辦巡迴簽名會。[11]

#### 2019年
- 打造超高規格的《妖怪公館的新房客》小說形象主題曲〈誓約之痕〉，正式版本由7位國內知名配音員擔綱配唱，除了收錄在隨書CD，還與知名動漫樂團RING合作華麗樂團版，在2019年台北國際動漫節曝光全曲。[12]
- 在2019年台北國際動漫節開幕當天，同步推出痛公車在台北市、新北市上路[13]
- 1月與「Alice is coming-來自愛麗絲咖啡廳」聯名，推出周邊商品及主題餐點[14]
- 4月受安利美特邀請，於台北市、台中市舉辦「《妖怪公館的新房客》紀念特展」與簽名會。 [15]

## 外部連結
- 三日月書版網站（页面存档备份，存于） （繁體中文）
- 三日月書版粉絲團（页面存档备份，存于） （繁體中文）
- 藍旗左衽facebook （页面存档备份，存于） （繁體中文）
- 藍旗左衽blog（页面存档备份，存于） （繁體中文）
- 藍旗左衽噗浪（页面存档备份，存于） （繁體中文）